# Christie (Oklahoma)
Christie é uma Região censo-designada localizada no estado norte-americano de Oklahoma, no Condado de Adair.

## Demografia
Segundo o censo norte-americano de 2000, a sua população era de 166 habitantes.

## Geografia
De acordo com o United States Census Bureau tem uma área de
20,1 km², dos quais 20,1 km² cobertos por terra e 0,0 km² cobertos por água. Christie localiza-se a aproximadamente 262 m acima do nível do mar.

## Localidades na vizinhança
O diagrama seguinte representa as localidades num raio de 16 km ao redor de Christie.